# Rokomet na Poletnih olimpijskih igrah 2012
Rokomet na Poletnih olimpijskih igrah 2012. Tekmovanja so potekala za moške in ženske reprezentance.

## Dobitniki medalj
| Kategorija | Zlato | Srebro | Bron |
| Moški      | FrancijaJérôme Fernandez Didier Dinart Xavier Barachet Guillaume Gille Bertrand Gille Daniel Narcisse Guillaume Joli Samuel Honrubia Daouda Karaboué Nikola Karabatić Thierry Omeyer William Accambray Luc Abalo Cédric Sorhaindo Michaël Guigou                                                  | ŠvedskaMattias Andersson Mattias Gustafsson Kim Andersson Jonas Källman Magnus Jernemyr Niclas Ekberg Dalibor Doder Jonas Larholm Tobias Karlsson Johan Jakobsson Johan Sjöstrand Fredrik Petersen Kim Ekdahl du Rietz Mattias Zachrisson Andreas Nilsson | HrvaškaVenio Losert Ivano Balić Domagoj Duvnjak Blaženko Lacković Marko Kopljar Igor Vori Jakov Gojun Zlatko Horvat Drago Vuković Damir Bičanić Denis Buntić Mirko Alilović Manuel Štrlek Ivan Čupić Ivan Ninčević                                    |
| Ženske     | NorveškaKari Aalvik Grimsbø Karoline Næss Ida Alstad Heidi Løke Tonje Nøstvold Karoline Dyhre Breivang Kristine Lunde-Borgersen Kari Mette Johansen Marit Malm Frafjord Linn Jørum Sulland Katrine Lunde Haraldsen Linn-Kristin Riegelhuth Koren Gøril Snorroeggen Amanda Kurtović Camilla Herrem | Črna goraMarina Vukčević Radmila Miljanić Jovanka Radičević Ana Đokić Marija Jovanović Ana Radović Anđela Bulatović Sonja Barjaktarović Maja Savić Bojana Popović Jasna Tošković Suzana Lazović Katarina Bulatović Majda Mehmedović Milena Knežević       | ŠpanijaAndrea Barnó Carmen Martín Nely Carla Alberto Beatriz Fernández Verónica Cuadrado Marta Mangué Macarena Aguilar Silvia Navarro Jessica Alonso Elisabet Chávez Elisabeth Pinedo Begoña Fernández Vanessa Amorós Patricia Elorza Mihaela Ciobanu |

## Medalje po državah
| Poz    | Država    | Zlato | Srebro | Bron | Skupaj |
| 1      | Francija  | 1     | 0      | 0    | 1      |
| 1      | Norveška  | 1     | 0      | 0    | 1      |
| 3      | Črna gora | 0     | 1      | 0    | 1      |
| 3      | Švedska   | 0     | 1      | 0    | 1      |
| 5      | Hrvaška   | 0     | 0      | 1    | 1      |
| 5      | Španija   | 0     | 0      | 1    | 1      |
| Skupaj | Skupaj    | 2     | 2      | 2    | 6      |